# Ширитовці
Ширитовці (хорв. Širitovci) — населений пункт у Хорватії, в Шибеницько-Книнській жупанії у складі міста Дрниш.

## Населення
Населення за даними перепису 2011 року становило 191 осіб.
Динаміка чисельності населення поселення:

## Клімат
Середня річна температура становить 13,80 °C, середня максимальна – 28,98 °C, а середня мінімальна – -0,91 °C. Середня річна кількість опадів – 836 мм.
| Клімат поселення                              | Клімат поселення | Клімат поселення | Клімат поселення | Клімат поселення | Клімат поселення | Клімат поселення | Клімат поселення | Клімат поселення | Клімат поселення | Клімат поселення | Клімат поселення | Клімат поселення | Клімат поселення |
| Показник                                      | Січ.             | Лют.             | Бер.             | Квіт.            | Трав.            | Черв.            | Лип.             | Серп.            | Вер.             | Жовт.            | Лист.            | Груд.            |                  |
| Середній максимум, °C                         | 9,94             | 10,94            | 13,95            | 17,47            | 22,56            | 26,49            | 28,98            | 28,72            | 24,08            | 19,28            | 13,87            | 10,70            |                  |
| Середня температура, °C                       | 4,51             | 5,52             | 8,52             | 12,05            | 17,14            | 21,08            | 24,19            | 23,92            | 19,30            | 14,50            | 9,07             | 5,89             |                  |
| Середній мінімум, °C                          | −0,91            | 0,09             | 3,09             | 6,62             | 11,72            | 15,64            | 19,40            | 19,13            | 14,49            | 9,70             | 4,28             | 1,11             |                  |
| Норма опадів, мм                              | 71               | 64               | 69               | 74               | 60               | 59               | 36               | 50               | 79               | 87               | 102              | 85               |                  |
| Середньомісячна швидкість вітру, м/с          | 2.02             | 2.23             | 2.45             | 2.40             | 2.13             | 1.91             | 1.94             | 1.78             | 1.89             | 1.92             | 2.28             | 2.24             |                  |
| Середньомісячна сонячна радіація, кДж/м²·день | 5283             | 7987             | 11666            | 16321            | 20291            | 22694            | 24418            | 21357            | 15937            | 10307            | 5695             | 4501             |                  |
| --------------------------------------------- | ---------------- | ---------------- | ---------------- | ---------------- | ---------------- | ---------------- | ---------------- | ---------------- | ---------------- | ---------------- | ---------------- | ---------------- | ---------------- |
| Джерело:                                      |                  |                  |                  |                  |                  |                  |                  |                  |                  |                  |                  |                  |                  |